# 家郷隆文
家郷 隆文（かごう たかふみ、1930年 - ）は、北海道岩見沢市生まれの国文学者。龍谷大学名誉教授。浄土真宗本願寺派僧侶。

## 来歴
1930年（昭和5年）、岩見沢市上幌向、浄土真宗本願寺派隆王寺に生まれる。岩見沢中学校（現・北海道岩見沢東高等学校）を経て、1953年北海道大学文学部国文科卒、1956年同大学院文学研究科国文学専攻修了。藤女子大学文学部教授を経て、龍谷大学文学部教授。1998年龍谷大学定年退職、同名誉教授。
専攻は日本中世文学史、百人一首などの和歌に関する研究で、宗教学的視点からアプローチした中世文学論を展開している。
歌手の中島みゆきは藤女子大学在学中に家郷ゼミに所属しており、卒業論文指導を受けた。この時の卒論題目は「現代詩－谷川俊太郎－」（1974年）。

## 著書
- 『百人一首・その隠された主題』（桜楓社、1989年）
- 『四十人集』（思文閣出版、1998年）
- 『見つけた！「百人一首」の主題歌』（文芸社、2006年）